# Isla Partida és Isla Espíritu Santo
Az Isla Partida és Isla Espíritu Santo szigetekből álló együttes a Kaliforniai-öbölben található, a mexikói La Paz várostól 32 km-re északra. Mindkét sziget lakatlan és UNESCO-védelmet élvez bioszférája megőrzése érdekében.
A két szigetet homokpad köti össze. Az Isla Espíritu Santo 15 km hosszú, területe 80 km² (a 12. legnagyobb sziget Mexikóban), az Isla Partida az északi sziget, ennek területe 15,5 km².
Az Isla Partidán található Ensenada Grande partot választották meg „a leggyönyörűbb tengerpart Mexikóban” címére a The Travel Magazine olvasói.